# امیر حیدری
امیر حیدری (زاده ۱۹ شهریور ۱۳۳۳ در تهران) بازیکن سابق و مربی والیبال اهل ایران است. حیدری از سال ۱۳۵۲ تا ۱۳۶۹ به مدت هجده سال عضو تیم ملی والیبال ایران در پست پاسور بود. حیدری به عنوان بازیکن در باشگاه‌های تاج، شیشه و گاز، ایرانا، تهران جوان، دخانیات و پرسپولیس بازی کرده‌است و با دخانیات تهران به قهرمانی اولین دوره جام والیبال پاسارگاد ۱۳۵۴ دست یافت. دو دوره نایب قهرمانی جام پاسارگارد از دیگر دستاوردهای او است.حیدری بعد از خداحافظی از بازی کردن در والیبال به مربیگری روی آورد و مدتی نیز سرمربی تیم‌های تهران جوان و پاس تهران و همچنین مسئولین بازیابی و نظارت بر تیم ملی امید ایران بود.

## دستاوردها

### بازیکن
- قهرمان جام آزمایش همراه با تاج - ۱۳۵۱
- قهرمان نورنمنت کیهان ورزشی (جوانان) همراه با تاج - ۱۳۵۱
- نائب قهرمان جام باشگاه‌های تهران همراه با تاج - ۱۳۵۲
- قهرمان باشگاه‌های تهران همراه با تاج - ۱۳۵۳
- قهرمان باشگاه‌های ایران (جام پاسارگارد) همراه با - دخانیات ۱۳۵۴
- قهرمان جام حذفی باشگاه‌های ایران (جام ستاره‌ها) همراه با پرسپولیس - ۱۳۵۵
- نائب قهرمان باشگاه‌های ایران (جام پاسارگارد) همراه با پرسپولیس - ۱۳۵۵
- نائب قهرمانی جام حذفی ایران (جام ستاره‌ها) همراه با ایرانا - ۱۳۵۶
- نائب قهرمانی جام باشگاه‌های ایران (جام پاسارگارد) همراه با ایرانا - ۱۳۵۷

### سرمربی
- عنوان سوم مسابقات جوانان (مربی) همراه با تهران جوان - ۱۳۵۸